# Lanzhousaurus
Lanzhousaurus là một chi khủng long, được You Ji Q. & Li D. Q. mô tả khoa học năm 2005.